# Algenib
Algenib, také označovaná jako Gamma Pegasi (γ Peg), je subobr spektrální třídy B2 IV v souhvězdí Pegase. Tato hvězda je jedním z vrcholů Pegasova čtverce a její zdánlivá jasnost činí přibližně 2,84 magnitudy. Nachází se ve vzdálenosti 469 světelných let (144 parseků) od Země.

## Historie pozorování
Hvězda Algenib byla známa již ve středověku, kdy byla označována arabským názvem Al Janb, což znamená „bok“. Toto označení odkazovalo na její polohu v souhvězdí Pegase, kde tvoří jihovýchodní vrchol Pegasova čtverce. Moderní název byl standardizován Mezinárodní astronomickou unií (IAU) v roce 2016.

## Charakteristika hvězdy
Algenib je horká, modrobílá hvězda spektrálního typu B2 IV. Tato klasifikace znamená, že jde o subobr, hvězdu ve fázi vyčerpávání vodíkového paliva v jádru. Hvězda má:
- téměř 9násobnou hmotnost Slunce,
- přibližně 4,8násobný poloměr Slunce,
- svítivost 5 840krát větší než Slunce,
- povrchovou teplotu 21 200 K, což jí dodává charakteristickou modrobílou barvu.[2]

Algenib je pravděpodobně pozorován téměř od pólu, což vysvětluje její velmi nízkou měřenou rotační rychlost (< 10 km/s).

## Variabilita
Algenib je proměnná hvězda typu Beta Cephei. Její jasnost se mění mezi 2,78 a 2,89 magnitudy s periodou přibližně 3,64 hodiny (0,15175 dne). Tyto změny jsou způsobeny radiálními pulsacemi a dalšími nestabilitami v hvězdném jádru. Algenib se řadí mezi tzv. hybridní pulzátory, což znamená, že vykazuje vlastnosti rychle pulzující hvězdy Beta Cephei i pomalu pulzující hvězdy třídy B.

## Magnetické pole
Hvězda má slabé magnetické pole, jehož intenzita se pohybuje v rozmezí od −10 do +30 Gaussů. Tento objev pomohl vědcům lépe pochopit magnetické vlastnosti hvězd spektrální třídy B.